# Национальный резерват дикой природы
Национальный резерват дикой природы (англ. National Wildlife Refuge) — одна из категорий охраняемых природных территорий США, управляемых Службой охраны рыболовства и диких животных США. Система этих резерватов (англ. National Wildlife Refuge System) служит для сохранения рыб, дикой природы и растений США. 
Общая площадь — 388 385 км² (в т.ч. водно-болотные угодья 96 931), которая включает 586 резерватов и 75 территорий дикой природы (Wilderness areas). 1 748 км — длина рек, которая входит в Систему национальных диких и живописных рек. Посещаемость: 41 255 144 человек посетило в 2008 году резерваты, 75 237 594 — посещений. В 2008 году в резерватах работали 35 833 добровольцев 1 389 886 часов. 
С того времени как Теодор Рузвельт основал национальный резерват Пеликан-Айленд, как первый национальный резерват дикой природы в 1903 году, площадь Системы возросла свыше 610 тыс. км² и достигла 555 национальных резерватов и других единиц системы, а также 37 охраняемых водно-болотных угодий.
Цель Системы резерватов — управлять национальной сетью земель и акваторий для сохранения, управления, и где предназначено, восстановление рыб, дикой природы и растений, а также их естественной среды обитания. Система резерватов поддерживает биологическую нетронутость, разнообразие и гигиену окружающей среды природных ресурсов для настоящего и будущего поколений американцев. 
Среди сотен этих национальных резерватов есть те, которые являются домом в общем для 700 видов птиц, 220 млекопитающих, 250 пресмыкающихся и земноводных, 200 рыб. Вымирающие виды являются приоритетом для национальных резерватов. Первые шестьдесят резерватов созданы с главной целью сохранения 280 видов.  
Национальные резерваты дикой природы также служат в качестве мест рекреации (outdoor recreation). Резерваты, согласно Акту о развитии Системы национальных резерватов дикой природы, используются по шести рекреационным направлениям: охота, рыбалка, наблюдение за птицами, фотосъёмка, экологическое образование и интерпретация. Охотники посещают свыше 350 охотничьих программ в резерватах и около 36 000 зон водоплавающей птицы (Waterfowl Production Areas). Рыбаки имеют возможность порыбачить в 340 резерватах.